# Nacktohr-Totenkopfaffe
Der Nacktohr-Totenkopfaffe (Saimiri ustus) ist eine Primatenart aus der Gruppe der Neuweltaffen.

## Merkmale
Nacktohr-Totenkopfaffen erreichen eine Kopfrumpflänge von 30 bis 38 Zentimetern, hinzu kommt noch der 41 bis 47 Zentimeter lange Schwanz. Ihr Gewicht beträgt etwa 0,7 bis 0,9 Kilogramm. Ihr Fell ist am Rücken goldgelb gefärbt, der Bauch ist etwas heller. Die Unterarme, Hände und Füße sind orange-gelb. Das Gesicht ist weiß, die Kappe an der Oberseite des Kopfes ist graubraun gefärbt. Namensgebendes Merkmal sind die fehlenden Ohrbüschel, die zusammen mit dem gelblichen Rücken diese Art vom Guyana-Totenkopfaffen unterscheiden.

## Verbreitung und Lebensraum
Nacktohr-Totenkopfaffen kommen ausschließlich im Amazonasbecken im westlichen Brasilien vor. Ihr Verbreitungsgebiet wird im Norden vom Amazonas und im Osten vom Rio Tapajós begrenzt und reicht im Südwesten bis an die bolivianische Grenze. Ihr Lebensraum sind Wälder, sie halten sich vorwiegend in zeitweise überfluteten Flusswäldern und Sekundärwäldern auf.

## Lebensweise
Über die Lebensweise der Nacktohr-Totenkopfaffen ist wenig bekannt, vermutlich stimmt sie weitgehend mit der der übrigen Totenkopfaffen überein. Sie sind tagaktive Baumbewohner, die geschickt und schnell durch das Geäst klettern. Sie leben in großen Gruppen, die sich aus zahlreichen Männchen und Weibchen zusammensetzen, die sozialen Beziehungen sind um die Weibchen herum aufgebaut, die eine Rangordnung etablieren. Ihre Nahrung setzt sich vorwiegend aus Früchten und Insekten zusammen.

## Gefährdung
Zwar haben diese Primaten ein großes Verbreitungsgebiet, dieses ist aber stark von Waldrodungen und der Umwandlung in landwirtschaftliche Flächen betroffen. Die IUCN befürchtet, dass die Gesamtpopulation in den nächsten 25 Jahren um 20 bis 25 % zurückgehen wird und listet die Art als „potenziell gefährdet“ (near threatened).